# IC 405
IC 405, auch Flammensternnebel genannt, ist ein diffuser Nebel im Sternbild Fuhrmann am Nordsternhimmel. Er hat eine Winkelausdehnung von 30.0' × 20.0' und eine scheinbare Helligkeit von etwa 10 mag und ist schätzungsweise 1400 Lichtjahre vom Sonnensystem entfernt. 

In unmittelbarer Umgebung befinden sich der Nebel NGC 1931, der Spinnennebel IC 417 und die offenen Sternhaufen Messier 36, Messier 37 und Messier 38.
Das Objekt wurde am 21. März 1892 von dem deutsch-amerikanischen Astronomen John Martin Schaeberle entdeckt.